# Mézangers
Mézangers är en kommun i departementet Mayenne i regionen Pays de la Loire i nordvästra Frankrike. Kommunen ligger i kantonen Évron som tillhör arrondissementet Laval. År 2022 hade Mézangers 625 invånare.

## Befolkningsutveckling
Antalet invånare i kommunen Mézangers
| Referens: INSEE |